# Famille Czernin de Chudenitz
Pour les articles homonymes, voir Czernin (Poméranie-Occidentale) et Hubertus Czernin.
La famille Czernin de Chudenitz (en tchèque : Černín z Chudenic ; en allemand : Czernin von und zu Chudenitz) est une famille originaire de Bohême dont l'origine remonte au XIIe siècle et dont les membres ont été comtes du Saint-Empire. 

## Histoire
Le domaine de Chudenice près de Klatovy, dans le sud-ouest de Bohême, était détenu par la famille de la première documentation en 1193 jusqu'à l'expropriation après la Seconde Guerre mondiale. Selon la tradition, le prince Henri (Jindřich, mort après 1169), fils du duc Vladislav Ier de Bohême et frère cadet du roi Vladislav II, issu de la dynastie des Přemyslides, est considéré comme l'ancêtre de la lignée.
La maison de la haute noblesse prend véritablement son essor avec le diplomate et militaire Hermann Czernin von Chudenitz (de) (1576-1651), capitaine de la Vieille Ville pragoise, qui est largement récompensé par l'empereur Ferdinand II pour sa loyauté à l'électeur Maximilien Ier de Bavière et au parti catholique avant et après la bataille de la Montagne Blanche en 1620. Le 18 mai 1607, les Czernin ont été élevés au rang de baron d'Empire avec le titre de Freiherr von Chudenitz (baron) puis le 15 mars 1623 avancés au rang de comte d'Empire en tant que Reichsgraf von Chudenitz (comte).
Parmi ses descendants célèbres, citons le comte Ottokar Czernin (1872–1932), ministre impérial des Affaires étrangères d'Autriche-Hongrie pendant la Première Guerre mondiale qui torpilla les tentatives de paix du jeune empereur Charles Ier.
De nos jours, en Angleterre, le comte Joseph Czernin se marie en 1957 avec L'hon. Hazel Scott-Ellis, la 10e baronne suo jure Howard de Walden (en), parenté aux ducs de Norfolk.
L'ancien palais Černín est aujourd'hui le siège du ministère des Affaires étrangères de la République tchèque. On doit sa restauration à Pavel Janák.

### Personnalités
- Franz Josef Czernin (de) (1952), écrivain
- Hubertus Czernin (1956–2006), journaliste
- Otto von Czernin (1875–1962), diplomate
- Ottokar von Czernin (1872–1932), homme d'État
- L'hon. Peter Czernin (1966), héritier au titre de pair, aussi bien que l'immense fortune matrilinéaire y compris l'« Howard de Walden Estate »[4]
- Tomáš Czernin (cs) (1962), politique

### Alliances
von Colloredo (1746), von Schönborn-Heussenstamm (1781), von Orsini und Rosenberg (1817, 1878), von Morzin (1853), zu Schwarzenberg (1919), von Rechberg und Rothenlöwen zu Hohenrechberg (1985), de Cossé-Brissac (2025).

## Voir aussi

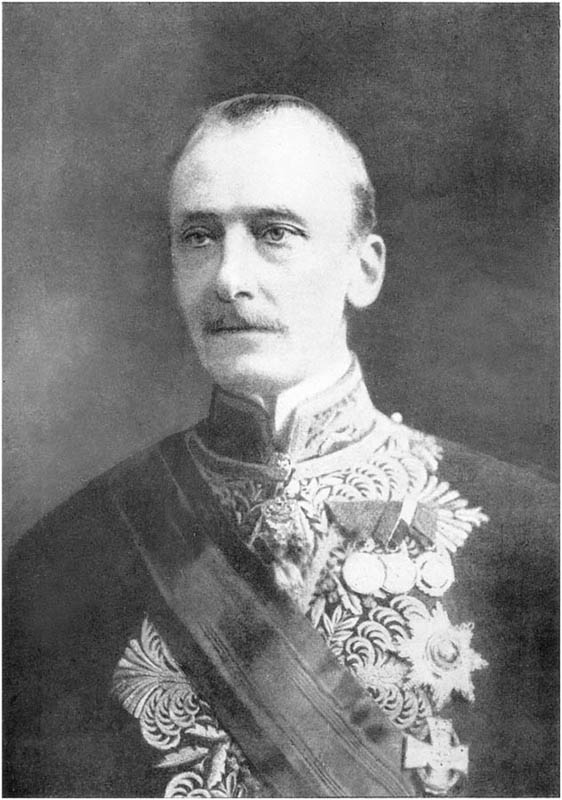
Graf Czernin von und zu Chudenitz.

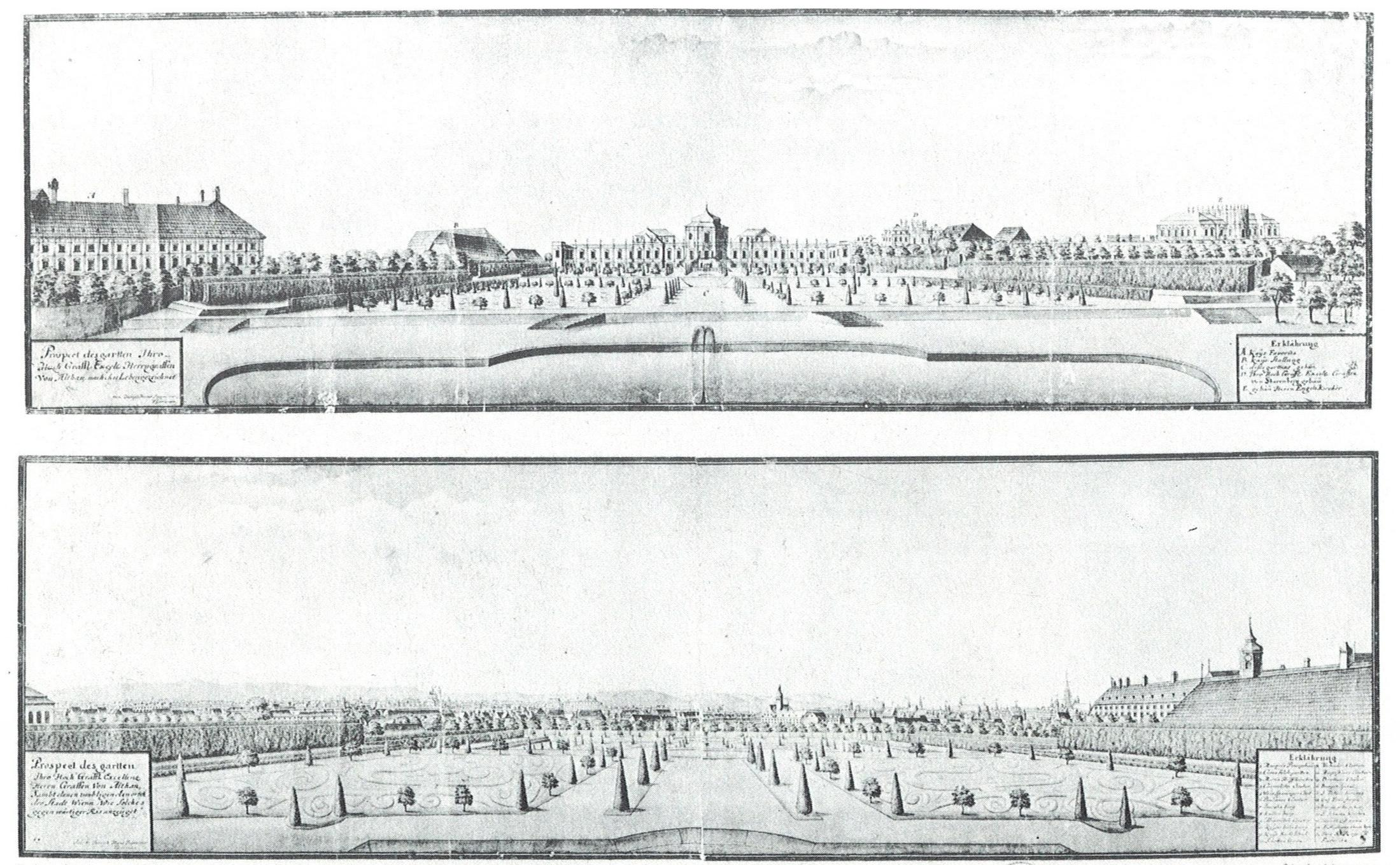
Le palais Czernin-Althan en 1720.